# Saint-Geniès, Dordogne
Saint-Geniès är en kommun i departementet Dordogne i regionen Nouvelle-Aquitaine i sydvästra Frankrike. Kommunen ligger i kantonen Salignac-Eyvigues som tillhör arrondissementet Sarlat-la-Canéda. År 2022 hade Saint-Geniès 893 invånare.

## Befolkningsutveckling
Antalet invånare i kommunen Saint-Geniès
Referens:INSEE